# Les Condamnées
Pour les articles homonymes, voir Bad Girls.
Les Condamnées (Bad Girls) est une série télévisée britannique en 107 épisode de 45 à 90 minutes, créée par Ann MacManus, Eileen Gallagher et Maureen Chadwick et diffusée entre le 1er juin 1999 et le 20 décembre 2006 sur le réseau ITV.
Au Luxembourg, la série a été diffusée presque intégralement à partir du 16 décembre 2002 sur RTL9, au Québec à partir du 7 mai 2003 à Séries+, en France, à partir du 12 juillet 2005 sur M6, AB1, Téva, NRJ Paris/NRJ 12, et en Belgique sur AB4. La huitième saison n'aurait pas été doublée.

## Synopsis
L'action se déroule dans l'aile G de la prison pour femmes de Larkhall. Nous suivons le quotidien des condamnées mais aussi celui des membres du personnel. La série met en lumière les difficultés que représente la vie dans une prison pour femmes, autant au niveau pratique qu'humain. Elle n'hésite pas à aborder un certain nombre de thèmes polémiques comme le fait que les autorités britanniques continuent d'utiliser des gardiens de sexe masculin dans les ailes féminines ou bien les traumatismes liés à la séparation des détenues d'avec leurs enfants pourtant parfois nés en prison pendant le temps de leur incarcération.
Les conflits entre les détenues et les gardiens sont le quotidien de Larkhall et les directeurs qui se succèdent doivent gérer aussi bien les dérapages des gardiens que les humeurs des détenues. Les conflits liés aux abus de pouvoir exercés sur les détenues ou entre les membres du personnel perturbent régulièrement la gestion de la prison.

## Distribution

### Première saison

#### Détenues
- Victoria Alcock (en) (VF : Hélène Chanson) : « Julie S » alias Julie Saunders (saison 1 à 8)
- Kika Mirylees (en) (VF : Francine Lainé) : « Julie J » alias Julie Johnston, de son vrai nom Sonya Dawson (saison 1 à 8)
- Mandana Jones (VF : Anne Rondeleux puis Marie-Martine Bisson) : Nicola « Nikki » Wade (saison 1 à 3)
- Linda Henry (VF : Nathalie Duverne) : Yvonne Atkins (saison 1 à 5)
- Debra Stephenson (en) (VF : Marianne Leroux) : Michelle « Shell » Dockley (saison 1 à 3, puis 5)
- Alicya Eyo (VF : Caroline Lallau) : Daniela « Denny » Blood (saison 1 à 5)
- Lara Cazalet (en) (VF : Julie Turin) : Zandra Plackett (saison 1 à 2)
- Sharon Duncan-Brewster (VF : Alexia Lunel) : Crystal Gordon (saison 1 à 4)
- Jane Lowe (VF : Annie Bertin) : Monica Lindsey (saison 1 puis 3)
- Denise Black (en) : Jessie Devlin (saison 1 à 2)
- Joanne Froggatt (VF : Anne Dolan) : Rachel Hicks (saison 1)
- Penny Ryder : « Smelly » Nellie Snape [Nellie « la puante »] (saison 1, épisode 1)
- Ashley Miller : Carol Byatt (saison 1, épisode 1)

#### Gardiens et encadrement
- Simone Lahbib (VF : Denise Metmer) : Helen Stewart (saison 1 à 3)
- Helen Fraser (en) (VF : Claude Chantal) : « Bodybag » [« Peau de vache »] alias Sylvia Hollamby puis Sylvia Nicholson (saison 1 à 8)
- Jack Ellis (en) (VF : Bruno Carna) : Jim Fenner (saison 1 à 7)
- Joe Shaw (VF : Luc Boulad) : Dominic McAllister (saison 1 à 2)
- Luisa Bradshaw-White (en) (VF : Sophie Gormezzano) : Lorna Rose (saison 1)
- Roland Oliver (VF : Jean-Claude de Goros) : Simon Stubberfield (saison 1 à 3)
- David Case : le chapelain (saison 1 à 3)

#### Famille et autres
- Oliver Fox (VF : Franck Tordjman) : Sean Parr (saison 1)
- Victoria Pritchard (VF : Gaëlle Savary) : Trisha (saison 1 à 3)
- Gideon Turner : Robin Dunstan (saison 1 à 2)
- Timmy Lang : Spencer Lindsay (saison 1)
- Daryl Fishwick : Mme Hicks (saison 1)
- Sheila Ruskin (en) : Mme Dunstan (saison 1)

### Personnages apparus dans la deuxième saison

#### Détenues
- Isabelle Amyes (en) (VF : Jacqueline Staup) : Barbara Hunt (saison 2 à 5)
- Lindsey Fawcett (en) (VF : Natacha Geritssen) : Sharon « Shaz » Wylie (saison 2 à 4)
- Helen Schlesinger (en) : « Mad Tessa » Spall [Tessa « la dingue »] (saison 2, puis 3)
- Jade Williams (en) : Rhiannon Dawson (saison 2, puis 4)
- Alison Newman (en) (VF : Emmanuèle Bondeville) : Renee Williams (saison 2)

#### Gardiens et encadrement
- Claire King (VF : Marie-Christine Adam) : Karen Betts (saison 2 à 5, puis 6)
- Tracey Wilkinson (en) (VF : Véronique Augereau) : Di Barker puis Di Grayling puis Di Fenner (saison 2 à 7)
- Nathan Constance (en) (VF : Laurent Morteau) : Josh Mitchell (saison 2 à 4)
- Philip McGough (en) (VF : Joël Martineau) : Dr Malcolm Nicholson dit « Dr No-No » (saison 2 à 3, puis 5 à 7)

#### Famille et autres
- Danielle King : Lauren Atkins (saison 2 à 5)
- Ivan Kaye : Charlie Atkins (saison 2 à 3)
- Danielle Lydon : Maître Claire Walker (saison 2 à 3)
- Kim Taylforth (en) : Marilyn Fenner (saison 2 à 3)
- Geoffrey Hutchings (en) : Bobby Hollamby (saison 2, puis 3, puis 5)
- Sian Webber (en) : Meg Richards, la thérapeute (saison 2)
- Julie Legrand (en) : Rita Dockley (saison 2)

### Personnages apparus dans la troisième saison

#### Détenues
- Victoria Bush (en) (VF : Valérie Nosrée) : Tina Purvis puis « Julie O'Kane » puis « Tina O'Kane » (saison 3 à 8)
- Kerry Norton (VF : Dorothée Pousseo) : Maxi Purvis (saison 3 à 4)
- Pauline Campbell (VF : Barbara Beretta) : Al McKenzie (saison 3 à 6)
- Kim Oliver (VF : Odile Schmitt) : Buki Lester (saison 3 à 5)
- Kate O'Mara (VF : Evelyne Séléna) : Virginia O'Kane (saison 3)
- Helen Grace (en) : Caroline Lewis (saison 3)
- Kate Steavenson-Payne : Charlotte Myddleton (saison 3)
- Wendi Peters (en) : Pam Jolly (saison 3)
- Athonia Lanre-Ajose : Femi Bada (saison 3)

#### Gardiens et encadrement
- Paul Opacic (en) (VF : Emmanuel Karsen) : Mark Waddle (saison 3 à 4)
- Lisa Turner (VF : Annick Cisaruk) : Gina Rossi (saison 3)
- Michael Higgs (en) (VF : Antoine Nouel) : Dr Thomas Waugh (saison 3)

#### Famille et autres
- Steven Webb (en) : David Saunders (saison 3, puis 8)
- Marlene Sidaway (en) : Dorothy Barker (saison 3)
- Beth Fitzgerald : Sally-Anne Howe (saison 3)
- Maureen Beattie (en) : Maître Marion McLoughlin (saison 3)
- Bernard Gallagher : juge Hardy (saison 3)

### Personnages apparus dans la quatrième saison

#### Détenues
- Nicole Faraday (en) (VF : Marie-Christine Darah) : Snowball Merriman de son vrai nom Tracy Pilkington (saison 4 à 5)
- Kellie Bright (en) (VF : Magali Barney) : Cassie Tyler (saison 4)
- Siobhán McCarthy (en) (VF : Michèle Brulé) : Roisin Connor (saison 4)
- Maria Charles (en) (VF : Lily Baron) : Noreen Biggs (saison 4, puis 5)
- Sarah Hadland : Spike Harding (saison 4)

#### Gardiens et encadrement
- James Gaddas (en) (VF : Daniel Beretta) : Neil Grayling (saison 4 à 8)
- Andrew Lancel (en) : Barry Pearce (saison 4)
- Michael Elwyn : le révérend Henry Mills (saison 4 à 5)

#### Famille et autres
- Alex King : Ritchie Atkins (saison 4 à 5)

### Personnages apparus dans la cinquième saison

#### Détenues
- Amanda Barrie (VF : Annie Balestra) : Beverley « Bev » Tull (saison 5 à 8)
- Stephanie Beacham (VF : Marie Lenoir) : Phyllida « Phyl » Oswyn (saison 5 à 8)
- Jennifer Ness (en) (VF : Céline Duhamel) : Kris Yates (saison 5 à 6)

#### Gardiens et encadrement
- Charlotte Lucas (en) (VF : Nathalie Bienaimé) : Selena Geeson (saison 5 à 6)
- Tristan Sturrock (en) (VF : Philippe Siboulet) : Colin Hedges (saison 5 à 7)
- Nikki Amuka-Bird : Paula Miles (saison 5 à 6)
- Adam Christopher : Jenkins (saison 5 à 6)

#### Famille et autres
- Christopher Biggins (en) dans son propre rôle (saison 5)
- Paul Brennen : Eric Bostock (saison 5)
- Jamie Thomas King : Tony Verrall (saison 5)

### Personnages apparus dans la sixième saison

#### Détenues
- Dannielle Brent (VF : Ivana Coppola) : Natalie Buxton (saison 6 à 8)
- Antonia Okonma (en) (VF : Elisabeth Wiener) : Darlene Cake (saison 6 à 8)
- Meera Syal : Janan Ham ad (saison 6)
- Zöe Lucker (VF : Elisabeth Fargeot) : Tanya Turner (de Femmes de footballeurs, saison 6)

#### Gardiens et encadrement
- Eva Pope (en) (VF : Françoise Rigal) : Frances Allen / Frances Myers (saison 6)

#### Famille et autres
- Geff Francis : Rick Revoir (saison 6)
- Richard Mylan (en) : Ben Philips / Hennessy (saison 6 à 7)

### Personnages apparus dans la septième saison

#### Détenues
- Liz May Brice (en) : Pat Kerrigan (saison 7 à 8)
- Nicola Stapleton : Janine Nebeski (saison 7 à 8)
- Rebecca Hazlewood (en) : Arun [féminin du prénom Aron] Parmar (saison 7)
- Laura Rogers (en) : Sheena Williams (saison 7)
- Colette O'Neil (en) : Sister Thomas More (saison 7)
- Francesca Fowler (en) : Laura Canning (saison 7)
- Nicola Redmond : Miranda Miles (saison 7, épisode 13)

#### Gardiens et encadrement
- Ellie Haddington : Joy Masterton (saisons 7 à 8)
- Orlessa Atlass : Vicky Floyd (saison 7)
- Andrew Scarborough : Kevin Spiers (saison 7)
- Gaynor Howe : le chapelain Christy Mackay (saison 7)

#### Famille et autres
- Louis Waymouth (en) : « Bobby-D » alias Bobby-Darren Hollamby (saison 7, puis 8)
- Dave Hill : Ron (saison 7, épisode 1)

### Personnages apparus dans la huitième saison

#### Détenues
- Sandra De Sousa : Ashlee Wilcox
- Laura Dos Santos : Emira Al Jahani
- Annette Badland : Angela Robbins
- Helen Modern (en) : Stella Gough
- Jan Francis : Catherine Earlham

#### Gardiens et encadrement
- Amanda Donohoe : Lou Stoke
- Sid Owen (en) : Donny Kimber
- Angela Bruce (en) : Mandy Goodhue
- Colin Salmon : Dr Rowan Dunlop

#### Famille et autres
- Melanie Cameron : Vicky Stoke
- Conor Alexander : Al Jahani
- Gugu Mbatha-Raw : Fidelity Saunders

## Épisodes

### Première saison
Un des axes forts des trois premières saisons est l'histoire d'amour entre Nikki Wade et Helen Stewart. Nikki a tué un policier qui tentait de violer sa petite amie et Helen, qui est sur le point de se marier, est gouverneur de l'aile G de la prison de Larkhall où Nikki est enfermée.
Cette histoire entre deux femmes est décrite avec le même naturel, le même degré de complexité et les mêmes scènes explicites que s'il s'agissait d'une histoire hétérosexuelle. Beaucoup de spectateurs ont considéré que la subtilité et l'émotion apportées au portrait de cette relation en ont fait un des atouts majeurs de la série. Pour cette raison, Les Condamnées a aussi focalisé l'attention d'un nombre important de fans de la communauté lesbienne.
Cependant, cette histoire d'amour n'est pas le sujet central de la série. Beaucoup d'autres intrigues tout aussi richement décrites prennent aussi place au premier plan. Pour la saison 1 : la grossesse chaotique de Zandra Plackett qui lutte contre sa toxicomanie ; la stupéfaction de Monica Lindsay, internée abusivement pour recel d'abus de bien sociaux et dont le fils trisomique meurt d'une crise cardiaque pendant son incarcération ; les perpétuels abus de pouvoir du gardien-chef Jim Fenner sur les femmes dont il a la charge ; sa relation illicite avec la détenue Shell Dockley, caïd au sein de l'aile G ; les violences de Denny Blood, 'lieutenant' de Shell ; les brutalités subies par la jeune et fragile Rachel Hicks qui aboutiront à son suicide.
Heureusement, la noirceur du propos est contrebalancée par des dialogues souvent hilarants, un traitement proche de la comédie - bien que sans concession - et la présence de personnages plein de fantaisie comme les « Julie », deux prostituées bien décidées à ne pas se laisser déborder par la déprime.

### Deuxième saison
Helen avait démissionné de son poste de gouverneur de l'aile G à la fin de saison 1 parce qu'elle se sentait dépassée par la dimension qu'avait prise son histoire d'amour avec Nikki. Elle réapparaît dans cette saison 2 à un poste social qui lui permet de s'occuper exclusivement des détenues de longue peine, donc de passer beaucoup plus de temps avec Nikki. On comprend que ce poste lui permet surtout d'avoir accès aux documents nécessaires à la préparation d'un nouveau procès pour Nikki. Son but est de la faire sortir de prison par la grande porte. À son poste de gouverneur de l'aile G, elle est remplacée par Karen Betts, ancienne gardienne dans la saison 1.
Par ailleurs, on trouve une Shell déstabilisée face à ce nouveau gouverneur à qui elle a raconté les abus qu'elle a subis pendant son enfance. Et Zandra qui a été complètement négligée par le médecin de Larkhall voit sa santé se détériorer jusqu'à une issue tragique. Elle finit par perdre la vie à la suite d'une tumeur au cerveau qui n'a pas été correctement dépistée et soignée.
Parmi les nouveaux personnages de la saison 2, apparaît Yvonne Atkins. C'est une femme drôle, au verbe haut, issue du milieu du grand banditisme et qui ne s'en laisse pas conter. Elle est condamnée à 4 ans d'internement pour avoir organisé une tentative de meurtre contre un caïd opposé à son mari. Personnalité forte, elle apporte un des éléments comiques de la saison en faisant entrer clandestinement dans la prison des téléphones mobiles destinés à assurer un service rose nommé : 'Babes Behind Bars' ('Beautés Derrière les Barreaux'). Les messieurs esseulés peuvent y joindre 'Whiplash Wanda' ('Wanda la Fouetteuse'), 'Saucy Sonia' ('Sonia Langue Épicée') et 'Vicky the Virgin Bride' ('Vicky la Mariée Vierge ').
La deuxième saison se termine par un double suspens : d'un côté, Helen semble composer le numéro de la police alors que Nikki, qui s'est évadée pour la rejoindre à son domicile, refuse de retourner à Larkhall ; de l'autre côté, Shell, qui a attiré Fenner dans sa cellule sous le prétexte de coucher avec lui, est en train d'essayer de le tuer avec un tesson de bouteille.
Hélène va-t-elle se laisser submerger par son sens du devoir et trahir Nikki ? Shell va-t-elle réussir à tuer Fenner ?

### Troisième saison
Le premier épisode de la saison 3 reprend exactement là où nous a laissé la saison 2. Nikki, qui a remis le costume d'infirmière qui avait permis son évasion, tente toujours de convaincre Helen de fuir avec elle et Shell est toujours en train d'essayer d'égorger Jim avec le tesson de bouteille.
La saison 3 décrit une succession ahurissante d'intrigues courtes qui s'entremêlent. On aurait pu craindre une dissolution des grandes lignes scénaristiques récurrentes de la série mais c'est le contraire qui se produit. Étonnamment, ce choix d'écriture les enrichit et fait fortement évoluer tous les personnages. Dans ce grand maelström, nous assisterons entre autres à l'évasion de Shell et de Denny vers la Costa Del Sol espagnole ; à la remise en cause du statut de caïd d'Yvonne et de Nikki par la jeune chef de bande Maxi Purvis ; aux atermoiements de la gardienne Di Barker écartelée entre sa recherche obsessionnelle d'un mari et le fait qu'elle doive s'occuper de sa mère invalide ; aux malentendus entre Helen et Nikki ; à la rupture d'Helen à la suite d'une grève que Nikki a organisée et qui a dégénéré en une émeute dangereuse sous la direction de Maxi Purvis ; à la liaison d'Helen avec le nouveau médecin de Larkhall, le Dr Thomas Waugh ; à celle de Nikki avec une codétenue, Caroline Lewis ; aux tribulations de Virginia O'Kane, ancienne maquerelle des "Julies" ainsi qu'au chantage de Fenner qui pousse Helen à une nouvelle démission.
O'Kane, patronne de bordels faussement handicapée est froide, sophistiquée et a un caractère retors et manipulateur. Elle sera cependant contrainte, du fait de sa position d'incarcérée, d'accepter la proposition de Fenner de percevoir et de prélever une part sur les revenus de ses bordels. Yvonne, fine mouche, se rend compte du manège et prévient Helen dans l'espoir qu'elle pourra le faire prendre en flagrant délit par la police. Grâce à sa fille et à ses contacts dans le milieu, elle aide Helen à constituer un dossier solide contre lui. Au bord de se faire prendre, il saura pourtant stopper l'action d'Helen en trouvant in extremis des preuves de l'évasion de Nikki (2e saison). Il se taira si elle se tait. Helen cède et démissionne. Yvonne, dépitée, voit tous ses efforts s'effondrer.
O'Kane sera aussi en butte aux violences de Maxi Purvis, excédée par le fait que sa sœur, Tina, éblouie par la superbe de la maquerelle, lui tourne le dos pour devenir son assistante personnelle.
On retrouvera le corps d'O'Kane noyé dans le local des douches. Par ce crime, Fenner réussira à faire plonger Atkins afin de prendre sa revanche. Yvonne a plusieurs fois tenté de piéger Fenner, ce qui alourdira son cas lors de la quatrième saison. Par conséquent, le clan Purvis s'impose dans la prison de Larkhall
Pourtant, la troisième saison se termine sur une fin heureuse : sur un trottoir de Londres, Helen, venue féliciter Nikki du succès de son procès en appel - dont elle est pourtant l'architecte - lui déclare que même si Thomas est tout ce qu'une femme peut attendre d'un homme, c'est une femme qu'elle veut. Elles s'embrassent librement. Un grand «à suivre» s'inscrit sur l'écran. Mais nous ne reverrons ni Helen, ni Nikki dans le reste de la série.

### Quatrième saison
La saison 4 est extrêmement mouvementée et sa tonalité générale est plus sombre. Elle fourmille d'intrigues très éclatées.
Les intrigues côté détenues : Denny réintègre Larkhall après son évasion ratée avec Shell. Elle rentre seule car Shell a disparu en plongeant dans la mer ibérique. Cette nouvelle arrestation ne calme pas Denny qui se lance aussitôt dans la construction d'un tunnel avec Shaz, sa petite amie et une autre détenue, Buki Lester. Celle-ci manque d'y mourir étouffée. Seconde évasion ratée pour Denny. Quant à Buki, sauvée in extremis du tunnel, elle mènera une recherche acharnée pour retrouver Lennox, son fils handicapé recueilli par les services sociaux.
Deux nouvelles arrivées, Cassie Tyler et son amante Roisin Connor, sont emprisonnées pour détournement de fonds. Si Cassie supporte bien la situation, Roisin sombre peu à peu dans la dépression et la drogue du fait de la séparation d'avec ses deux enfants.
Crystal Gordon, la colocataire de la cellule de Denny et Shaz, tombe amoureuse de Josh, le technicien de maintenance de la prison qui est ami avec Denny. Entre-temps, il est devenu gardien à Larkhall sous l'impulsion de Di Barker qui espérait sortir avec lui. Mais il voue un amour exclusif à Crystal. Sous la protection des détenues qui leur organisent un petit souper, ils se marient en prison et passent une nuit de noces cachés dans les draps de la lingerie où ils conçoivent une future petite Zandra, ainsi nommée en souvenir de Zandra Plackett.
Barbara Hunt, qui a été internée pour avoir aidé son mari à mourir, et Henry, le révérend responsable de la chapelle de Larkhall, tombent doucement amoureux l'un de l'autre.
Et Yvonne est accusée à tort du meurtre de Virginia O'Kane.
Les intrigues côté gardiens : le nouveau gardien Barry Pearce, apparemment charmant, est en fait un homme violent qui frappe les détenues, en particulier Barbara Hunt et Shaz Wylie. Il frappe aussi sa collègue Di Barker qui le poursuit de ses assiduités.
Jim Fenner subit le harcèlement sexuel du nouveau gouverneur général de la prison, Neil Grayling. Celui-ci, pressuré par un chantage sur son homosexualité, finit par accepter la demande en mariage de Di Barker.
On observera que Di, qui a jeté son dévolu sur 3 mâles durant cette saison (Josh, le technicien de maintenance devenu gardien ; Barry Pearce, le gardien violent avec les femmes) réussit à capturer dans ses filets Neil Grayling, le gouverneur général.
Et dans un feu d'artifice, la quatrième saison se termine par l'embrasement de la bibliothèque de Larkhall provoqué par une nouvelle détenue, Snowball Merriman, qui tente par cette diversion de s'évader afin de rejoindre son amant, le fils d'Yvonne Atkins. Une des conséquences de l'incendie est la mort de Shaz. Une autre des conséquences est plus heureuse, c'est la relaxe de Roisin et Cassie qui ont risqué leur vie pour sauver le gouverneur général Grayling, gravement blessé dans l'incendie.

### Cinquième saison
La cinquième saison de Bad Girls plonge le spectateur dans les limbes les plus sombres, les plus dérangeants. C'est le règne de Jim Fenner, un règne parsemé de tombes. Heureusement, une plongée dans la fantaisie allège de temps à autre le propos avec l'arrivée du duo hilarant des Costa Con's, Beverly 'Bev' Tull et Phyllida 'Phyl' Oswyn, qui sont écrouées pour escroquerie et sont prêtes à duper tout le monde à Larkhall et à monter les pires canulars pour rendre leur séjour forcé de cinq ans le plus agréable possible.
Mais tout d'abord, les gardiens de Larkhall en virée dans un cabaret d'Amsterdam tombent sur une Shell enceinte de 8 mois qui arrangue le client de la scène. On aura droit à des scènes hilarantes de Shell affublée d'un costume de scène énorme qui l'empêchera de se glisser dans une ruelle vers la liberté. Elle retourne en prison où Fenner, décidé à l'éloigner définitivement de lui, réussira à la séparer de son enfant et à la faire enfermer dans l'aile psychiatrique de la prison.
Snowball Merriman, notre incendiaire amoureuse du fils d'Yvonne de la saison 4, déborde d'inventivité en matière d'idées désastreuses pour s'évader. Après avoir logé accidentellement une balle dans la colonne vertébrale de son amant qui perd ainsi l'usage de ses jambes, après avoir raté deux évasions supplémentaires pour le rejoindre, elle rate son suicide avec lui. Mais lui ne s'en relève pas. Inconsolable, elle se pend en se jetant de la passerelle de Larkhall.
La vendetta entre Jim Fenner et ses derniers opposants atteint son paroxysme à la fin de cette saison où il semble jouir d'une totale victoire. Il neutralise les efforts de Karen en lui volant toutes les preuves qu'elle a accumulées de ses abus contre les détenues et de son agression contre Helen Stewart. Par ailleurs, affublé une perruque blonde, il l'implique dans un accident mortel en tuant volontairement un piéton avec sa voiture. Et il laisse mourir Yvonne d'une mort lente et atroce en l'enfermant dans une cellule désaffectée du sous-sol de Larkhall où personne ne songe malheureusement à la chercher.
La seule lueur d'espoir en cette fin de saison est la découverte que Denny fait de ses dons exceptionnels pour la peinture. Ils lui permettent de rencontrer un marchand d'art et d'accéder à une prison ouverte.
La saison 5 marque de bien des façons la fin d'une ère pour la série avec la disparition de plusieurs personnages : Shell enfermée en psychiatrie, Snowball suicidée, Yvonne assassinée, Denny transférée, Barbara libérée et mariée à Henry. Sans parler de Karen momentanément neutralisée.

### Sixième saison
Dans la sixième saison, tout prend une tournure assez étrange.
Du côté des condamnées, nous faisons connaissance de Nathalie Buxton qui a été arrêtée pour avoir organisé un réseau de prostitution composé de mineurs. Révulsées, les autres détenues la repoussent d'abord violemment. Mais Nathalie Buxton est un être extrêmement manipulateur et pervers. Grâce à Phyll et Bev, elle réussit à monter une mise en scène qui la fait passer pour un bon samaritain. Elle deviendra finalement la caïd de l’aile G et tentera de corrompre Jim Fenner.
Quant à Phyl et Bev, nous les verrons se détendre en consommant l'alcool frelaté qu'elles ont ingénieusement fabriqué. Malheureusement, la détente ne sera pas pour tout le monde, car prenant un bidon dangereux pour l'alcool de Phyl et Bev, l'aile G tombera entièrement malade et Al McKenzie mourra intoxiquée.
Côté gardiens, les histoires s'imbriquent et deviennent extrêmement complexes : Karen est licenciée sauvagement par Neil. Elle est remplacée par Frances Myers, une ancienne officier de police au style paramilitaire dont la politique est la tolérance zéro et les règles très strictes. Di tombe sous le charme de Jim Fenner qui en profite pour la manipuler. Avec son aide, Fenner déclare la guerre à Neil. Celui-ci sombre peu à peu en se laissant impressionner par ses menaces. Il échoue dans sa demande d'aide auprès de Myers et c'est finalement Karen qui se laisse convaincre de le soutenir. Elle est pourtant dans une situation désastreuse à la suite de l'accident de voiture mortel que Fenner a délibérément commis en se faisant passer pour elle. Heureusement, elle découvre, stupéfaite, sur la bande vidéo d'une caméra de surveillance, l'image de Fenner en train de fuir le lieu où il a abandonné la voiture de Karen.
Neil et Karen se rendent alors à la réception du mariage que Di a réussi à obtenir de Fenner. Il lui offre sa photo extraite de la bande vidéo. Jim se retrouve enfin sous les verrous pour le bonheur de tout le monde.

### Septième saison
On pourrait appeler cette septième saison : la mort du tyran.
De nouvelles détenues font leur entrée à Larkhall :
Janine Nebeski et Arun Parmar sont incarcérées pour détournement de fonds. Arun a plaidé coupable au procès ; croyante, elle n'a pu se résoudre à mentir sous serment. Janine, qui pense que toute la responsabilité de leur inculpation revient à Arun, en fait son souffre-douleur. Et quand tout le monde apprend qu'elle n'est pas une femme 'biologique' mais une femme transgenre, Nathalie Buxton transforme sa vie en enfer.
Pat Kerrigan est incarcérée pour homicide et Sheena Williams pour détention de drogue. Elle partageront la même cellule et le même amour. Pat a un caractère fort, indépendant et mélancolique. Du fait des violences qu'elle a subies enfant, elle a une nature protectrice envers les faibles. C'est ce qui la rapproche de Sheena qui a été manipulée par son conjoint et la pousse à défendre Arun en rossant Nathalie Buxton. La force de Pat poussera régulièrement la caïd Nathalie Buxton à l'agresser pour maintenir son leadership, mais Pat n'est pas femme à subir la violence.
Sylvia Hollamby, la gardienne peau de vache, épouse en secondes noces Malcolm Nicholson (le Dr No-No qu'Helen Stewart avait réussi à chasser dans la saison 3). Ce qui l'intéresse, c'est l'héritage de Sylvia. Quand il se rend compte qu'elle ne le touchera pas, il tente de la tuer. Mais Phyl, en pleine cavale, a trouvé refuge dans leur hôtel, et le neutralise. Il meurt tué par Phyl d'un tir de pistolet.
En effet, Phyl et Bev, affectées au travail en cuisine, avaient monté une combine avec le boulanger et ont réussi à s'évader. Après l'épisode du sauvetage de Sylvia, elles fuient avec des diamants mais une maladresse de Bev la renvoie, seule, à Larkhall.
Nathalie Buxton, qui ne cesse de nier les accusations de proxénétisme de mineures que la justice lui reproche en jouant alternativement les bons samaritains et la caïd depuis la sixième saison, est définitivement découverte lorsqu'elle se fait piéger par Pat Kerrigan. Celle-ci a reconnu une de ses amies dans la mère d'une des victimes de Buxton. Elle vient de se faire une ennemie mortelle de Pat Kerrigan.
Di sort Fenner de prison en faisant accuser un innocent. Et il revient à Larkhall non plus comme simple gardien-chef mais comme gouverneur de l'aile G. À la suite de l'évasion de Phyl et Bev, Neil est rétrogradé à la place de gouverneur de l'aile G et Fenner est promu à sa place gouverneur général de la prison de Larkhall. Mais il n'aura pas le temps d'exercer son nouveau mandat.
Les années de manipulations et de crimes de Fenner, dont l'apothéose a été le meurtre sauvage d'Yvonne, ont fini par jeter l'ensemble de la prison dans un besoin de vengeance qui ne supporte plus de délai. C'est l'anniversaire de la mort d'Yvonne qui offrira la scène idéale au coup de théâtre cathartique de cette fin de saison : l'assassinat de Fenner à l'endroit où Yvonne a été retrouvée morte : la "cellule des pendues", dans les sous-sols de la prison. Mais quelle prisonnière a  été la meurtrière de Jim ? Car Julie S. a monté un stratagème à base de bougies ; Neil s'est procuré du poison ; Janine et deux codétenues ont utilisé une sarbacane et un bout de verre baigné de poison en guise de projectile ; Julie J. s'est emparé d'un pic de glace et Pat se glisse dans le sous-sol avec un objet pointu.
À la suite de son geste, Julie J. perd une partie de sa raison, elle a des hallucinations et voit apparaître le fantôme de Fenner. Elle s'accuse du meurtre pour apaiser sa culpabilité et son esprit devenu malade. Mais c'est Di qui sera arrêtée et accusée du meurtre. La morale est sauve.

### Huitième saison
Cette saison reste la plus déroutante de toutes. Beaucoup disent même que c'est la saison de trop du fait de ses intrigues et personnages mal développés.
Par ailleurs, elle n'a pas été doublée en français.
La saison commence par la poursuite d'Emira et Hassan Al Jahani, couple de confession musulmane suspecté de posséder une bombe et de fomenter un acte terroriste. Hassan réussit à s'échapper lorsque la police s'introduit dans leur demeure, laissant une Emira seule et confuse aux mains de la police. Bien entendu, elle est incarcérée à Larkhall. Voilée de pied en cap, peu communicative, l'accueil d'Emira à la prison se révèle assez froid. Elle subira d'ailleurs plusieurs discriminations de la part des détenues et des gardiens.
Emira n'est pas la seule nouvelle venue. Nous verrons apparaître une nouvelle sous-directrice assez extravertie, Louise "Lou" Stoke qui aura une romance avec le nouveau médecin, Rowan Dunlop, un personnage à double face. Nous aurons aussi de nouveaux gardiens : Mandy Goodhue, une lesbienne qui ne cache pas ses attirances et Donny Kimber qui tombera amoureux de la détenue Janine Nebeski.
Lors du premier épisode, nous sommes frappés par l'absence de Sheena, Arun et Di. Où sont-elles passées ? La production veut-elle que nous imaginions seuls une fin pour elles ou bien des impératifs de contrats ont-ils coupé l'herbe sous le pied des scénaristes ? En tout cas, on sait que l'actrice qui joue Sheena dans la série reprendra le rôle d'Helen (souvenez-vous d'Helen et Nicky) dans la comédie musicale tirée du scénario.
Cela n'empêche pas les événements de se multiplier. Nous verrons ainsi la mort de la mère de Janine, la naissance de son bébé, la mort de Nathalie Buxton des mains de Pat Kerrigan ainsi que le mariage du fils de Julie S., David, avec Fidelity qui donnera naissance à une petite fille.
On peut regretter que pour cette dernière année la présence de nouveaux personnages ne dure souvent jamais plus d'un épisode. Cela empêche un épanouissement des intrigues qui aurait pourtant apporté plus de profondeur à cette saison et permis de finir en apothéose.

## Autour de la série

### La prison
Une prison désaffectée située à Oxford a été utilisée pour les extérieurs des saisons 1 à 3 (1999 à 2001). Pour les saisons 4 à 8, une réplique a été construite car le lieu réel était en travaux à l'époque du tournage (2002 à 2006). La prison sera en effet transformée en complexe hôtelier.

### Crossover
Durant trois épisodes de la sixième saison, Zöe Lucker apparaît sous son personnage de Tanya Turner de la série Femmes de footballeurs (Footballers' Wives), située chronologiquement entre la troisième et quatrième saison de cette dernière. Tanya est condamnée à six mois de prison pour possession.

## Diffusion internationale
Elle a été vendue et diffusée dans presque tous les pays anglophones. En Australie (diffusée en partie par Seven Network et UK.TV); au Canada (diffusée en intégralité par OUTtv) ; en Irlande (en intégralité par TV3) ; en Nouvelle-Zélande (en intégralité par TV One) ; en Afrique du Sud (en intégralité par M-Net) et aux États-Unis (en partie par BBC America et en intégralité par LOGO).
Elle a été diffusée en Bosnie Hertzégovine (en intégralité par TVSA et NTV Amna) ; en Estonie (en intégralité par Kanal 2) ; en Finlande (en intégralité par Nelonen) ; au Monténégro (en intégralité par TV Vijesti) ; en Suède (en partie par TV4 Sweden) et en Géorgie (en intégralité par Rustavi 2).

## Audience
- Lors de leur première diffusion, entre juin et août 1999, les dix épisodes de la première saison ont été vus par une moyenne de 7,3 millions de spectateurs britanniques.
- Lors de leur première diffusion, entre avril et juillet 2000, les treize épisodes de la seconde saison ont été vus par une moyenne de 8,7 millions de spectateurs britanniques.
- Lors de leur première diffusion, entre mars et juillet 2001, les seize épisodes de la troisième saison ont été vus par une moyenne de 8,6 millions de spectateurs britanniques.
- Lors de leur première diffusion, entre février et juin 2002, les seize épisodes de la quatrième saison ont été vus par une moyenne de 7 millions de spectateurs britanniques.
- Lors de leur première diffusion, entre mai et août 2003, les seize épisodes de la cinquième saison ont été vus par une moyenne de 6,9 millions de spectateurs britanniques.
- Lors de leur première diffusion, entre avril et août 2004, les douze épisodes de la sixième saison ont été vus par une moyenne de 7,1 millions de spectateurs britanniques.
- Lors de leur première diffusion, entre mai et décembre 2005, les treize épisodes de la septième saison ont été vus par une moyenne de 5 millions de spectateurs britanniques.
- Lors de leur première diffusion, entre juillet et décembre 2006, les onze épisodes de la huitième saison ont été vus par une moyenne de 4,7 millions de spectateurs britanniques.